# NiNA
NINA is een Nederlandstalige poprockband uit de Belgische gemeente Destelbergen.
NINA, een zeskoppige band, werd door Nickias Van Damme & Jan De Wulf ergens in de nazomer van 2003 opgericht. De groep is genoemd naar Nina, een meisje dat kort ervoor overleed. Daarover is het liedje 'Hemel nummer acht' geschreven. Ze wonnen de Kunstbende Award 2004 en speelden in de zomer van 2005 onder andere op de Gentse Feesten en in het voorprogramma van Biezebaaze.
Ze speelden ook op vraag van de Gentse Feesten (mainstage Sint-Jacobs & Korenmarkt), Zeverrock, LodejoLive, Radio 2, de Kunstbende en deSingel te Antwerpen. De laatste tijd deelden ze de planken met bands als Camden, Daan, Les Truttes, Biezebaaze, Janez Detd, De La Vega en nog vele anderen.
De band splitte eind 2006. Zanger Bram Van Outryve legde zich toe op zijn acteurscarrière terwijl de muzikanten diverse horizonten opzochten.

## Discografie

### Albums
| Album met eventuele hitnotering(en) in de Nederlandse Album Top 100 | Datum van verschijnen | Datum van binnenkomst | Hoogste positie | Aantal weken | Opmerkingen |
| ------------------------------------------------------------------- | --------------------- | --------------------- | --------------- | ------------ | ----------- |
| 't Begint                                                           | 2004                  | 30-4-2004             |                 |              |             |
| Op Tape                                                             | 2006                  | 01-4-2006             |                 |              |             |

### Singles
| Single met eventuele hitnotering(en) in de Nederlandse Top 40 | Datum van verschijnen | Datum van binnenkomst | Hoogste positie | Aantal weken | Opmerkingen                   |
| ------------------------------------------------------------- | --------------------- | --------------------- | --------------- | ------------ | ----------------------------- |
| Levenswater                                                   |                       | 01-04-2006            |                 |              | opgenomen in Radio 2 playlist |